# Cannavò (cognome)
Cannavò è un cognome di lingua italiana.

## Varianti
Cannaò, Cannavo, Cannevo.

## Origine e diffusione
Cognome tipicamente calabrese, è presente anche in Sicilia.
Potrebbe derivare dal toponimo Cannavò, dal greco kannabós, "brizzolato". È affine al cognome Canuto.
Le varianti Cannavo e Cannevo sono campane.

## Persone
- Candido Cannavò (1930-2009) – giornalista e mezzofondista italiano
- Ignazio Cannavò (1921-2015) – arcivescovo cattolico italiano
- Laura Cannavò (1963) – giornalista italiana
- Maurizio Cannavò (The NextOne, 1969) – ballerino, disc jockey e beatmaker italiano